# Koffi Dan Kowa
Koffi Dan Kowa est un footballeur nigérien né le 19 septembre 1989.

## Palmarès
- Championnat du Niger de football : 2007, 2009
- Supercoupe du Niger de football : 2007